# 江市镇
江市镇，是中华人民共和国湖南省怀化市洪江市下辖的一个乡镇级行政单位。

## 行政区划
江市镇下辖以下地区：
江西街社区、龙尾村、老团村、竹滩村、申坳村、板粟湾村、蒋公溪村、红莲村、荆竹村、里坪村、翁坡村、双龙村、岳溪村和暴木溪村。